# Chapelle Sainte-Suzanne de Mûr-de-Bretagne
Pour les articles homonymes, voir chapelle Sainte-Suzanne.
 (février 2019).
Si vous disposez d'ouvrages ou d'articles de référence ou si vous connaissez des sites web de qualité traitant du thème abordé ici, merci de compléter l'article en donnant les références utiles à sa vérifiabilité et en les liant à la section « Notes et références ».
La chapelle Sainte-Suzanne de Mûr-de-Bretagne est située dans la commune de Guerlédan dans le département des Côtes-d'Armor. Elle a été construite à partir de la fin du XVe siècle avec l'aide des Rohan qui en étaient les seigneurs et prééminenciers. Elle porte le nom de Suzanne, une princesse israélite qui aurait vécu aux VIIe siècle av. J.-C. et VIe siècle av. J.-C. Le Livre de Daniel, intégré dans l'Ancien Testament, fait référence à sa vie au chapitre 23.
En 2018, elle est sélectionnée par le loto du patrimoine organisé par Stéphane Bern et fait partie de la seconde liste.

## Historique

### Légende
Une légende dit qu'une autre chapelle Sainte-Suzanne se trouvait sur le mont Méné-Heiz ou Menez-Hiez. Celle-ci tombant en ruine, le sacristain aurait décidé d'en construire une autre dans Mûr-de-Bretagne. La population ne le souhaitant pas, le jour où il devait déplacer une statue de Sainte Suzanne qui se trouvait dans la vieille chapelle, il se serait retrouvé seul. Après avoir posé la statue dans une charrette tirée par deux jeunes bœufs, ceux-ci se seraient emballés. Sur la route, la statue serait tombée près d'un chêne. Les habitants et le curé se seraient ensuite mis d'accord pour construire la chapelle sur le terrain où se trouvait le chêne.

### Histoire
On retient la date du 14 avril 1496 pour le début de la construction de la chapelle. Le premier seigneur et prééminencier de la chapelle était Jean II, vicomte de Rohan. Celui-ci avait racheté Coetanfo et en avait ensuite fait don au recteur de Mûr-de-Bretagne. La famille des Rohan possédait un manoir appelé Plaisance dans les environs du terrain actuel de la chapelle, probablement construit sur les ruines d'un château datant de l'époque du vicomte de Rohan, Alain IV. En 1694, des travaux importants permettent de restaurer la chapelle et d'ajouter la sacristie. D'autres éléments datent du XVIIIe siècle,.
Avant le 10 avril 1802, la chapelle faisait partie de l'archidiaconé de Poher, dans le diocèse de Cornouaille. Elle se trouvait dans le pays historique de Cornouaille. Ensuite, certaines communes de l'ancien évêché de Cornouaille ont été rattachées au nouveau diocèse de Saint-Brieuc et Tréguier.
La totalité de la chapelle est classée au titre des monuments historiques en 1952.
Depuis le 1er janvier 2017, Mûr-de-Bretagne fait partie de la commune de Guerlédan.

## Architecture
Le mobilier, la chapelle et le clocher sont des monuments historiques depuis 1950-1952.

### Nef
Le lambris peint de la nef date de 1722-1723. Peintes par Roch Delaporte, les voûtes représentent des scènes de la Passion du Christ ainsi que la vie de sainte Suzanne. Elles sont du style baroque d'influence Renaissance. Les deux restaurations datent de 1878 et de 1975.

### Transept
Il y a deux retables de 1706. Celui de la partie nord présente une statue de saint Yves, le saint patron de la Bretagne. La statue peut provenir de l'ancienne église de Mûr. Les restes d'un jubé ont été accrochés dans la partie nord du transept. Il date probablement du XVIe siècle et provenait de l'ancienne église de Mûr.

### Chœur
Le chœur est orienté vers l'Est. Le maître retable présente un tableau de 1949 représentant le prophète Daniel jugeant deux vieillards après qu'ils ont accusé à tort Suzanne. Les voûtes présentent des scènes de la vie de sainte Suzanne.

### Sacristie

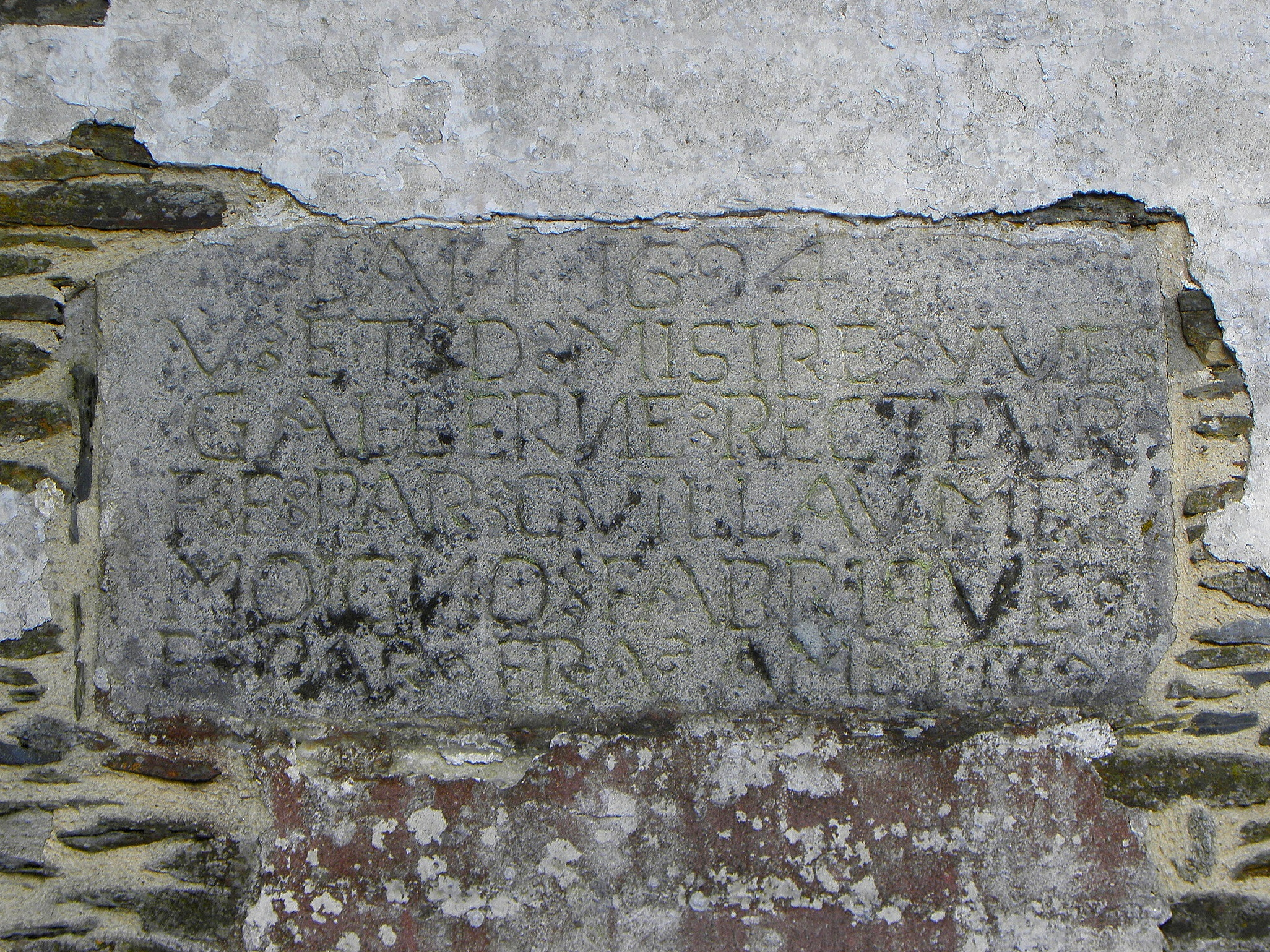
Inscription à l'extérieur de la sacristie.

La sacristie a été ajoutée en 1694.

### Clocher
Le clocher date de 1760 et a été financé par le recteur de l'époque, Hervé Le Coq, dont le nom est écrit sur la façade ouest. 

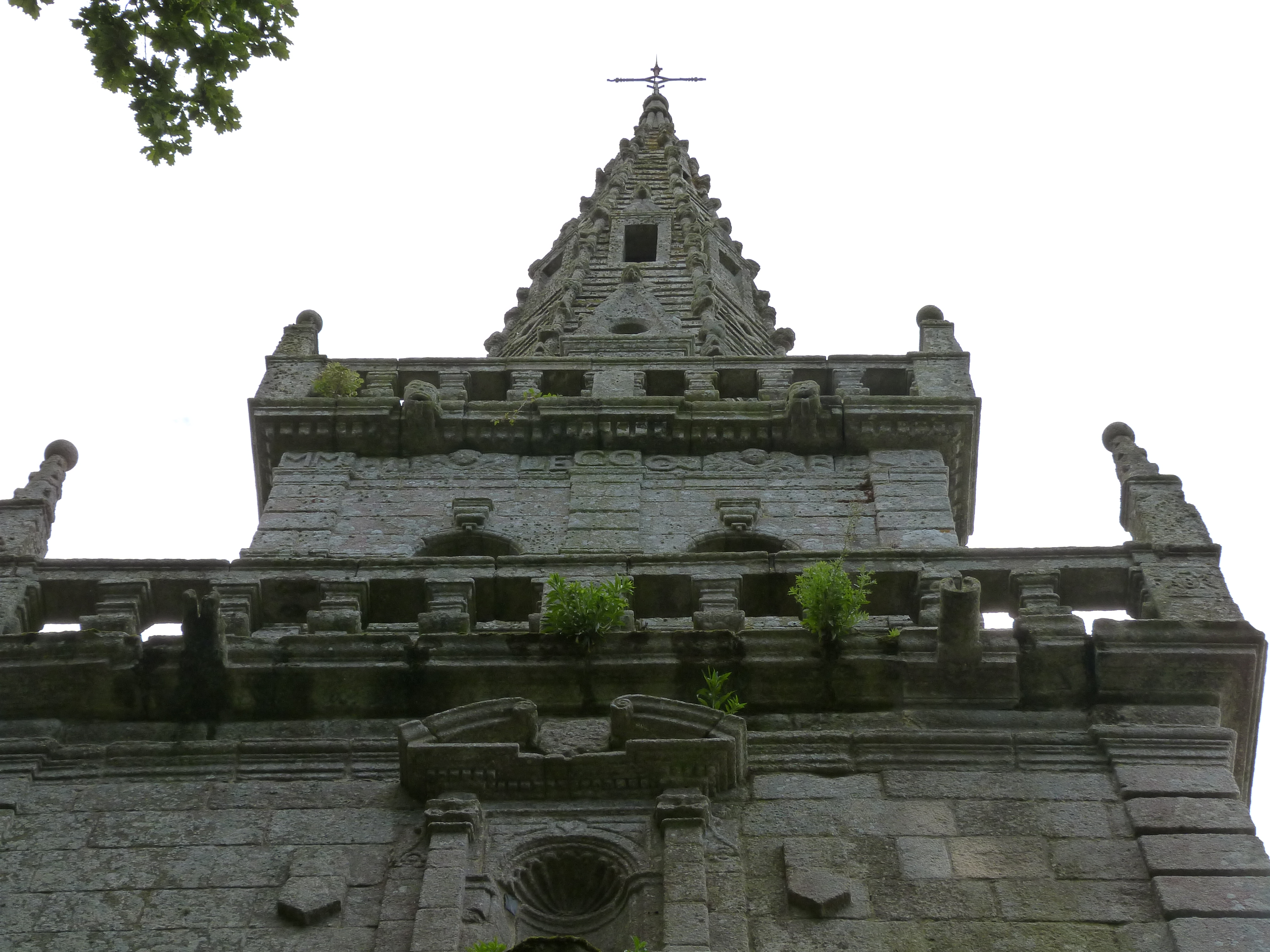
Partie supérieure du clocher

### Vitraux
Seul le chœur possède aujourd'hui des vitraux. En février 1904, des voleurs ont pris des objets et ont détruit l'ensemble des vitraux.

## Pardon
Le pardon a lieu le 1er dimanche après le 5 juillet.

## Enclos
Des chênes séculaires auraient été plantés par les Rohan vers 1700. Certains des chênes ont entre 300 et 400 ans. Vers 1840-1850, ils ont été peints par le peintre impressionniste français Jean-Baptiste Corot, qui était ami avec Alfred Le Cerf, un des notables de Mûr.

## Le culte aujourd'hui
La chapelle est ouverte tous les 15 jours en-dehors de l'été pour la messe. Il n'y a pas d'office en été.

## Gestion et tourisme

### Restaurations
La chapelle a été restaurée en 1694. Les voûtes peintes en 1723 par le peintre brestois Roch-François Delaporte ont fait l'objet d'une restauration en 1878. La dernière restauration date de 1975. Une restauration est prévue dans les années à venir. Une association de sauvegarde de la chapelle a été créée. La DRAC a été contactée. La chapelle fait également partie de la liste secondaire du loto du patrimoine organisé en septembre 2018 par le présentateur Stéphane Bern. Mais fin 2019 la totalité des financements nécessaires pour lancer les travaux n'avaient pas encore été réunis

### Visites
L'association bretonne Sauvegarde du patrimoine religieux en vie (SPREV) propose des visites guidées offertes par les collectivités locales et la région durant les mois de juillet et d'août depuis 2015.

## Galerie d'images

Vues extérieures
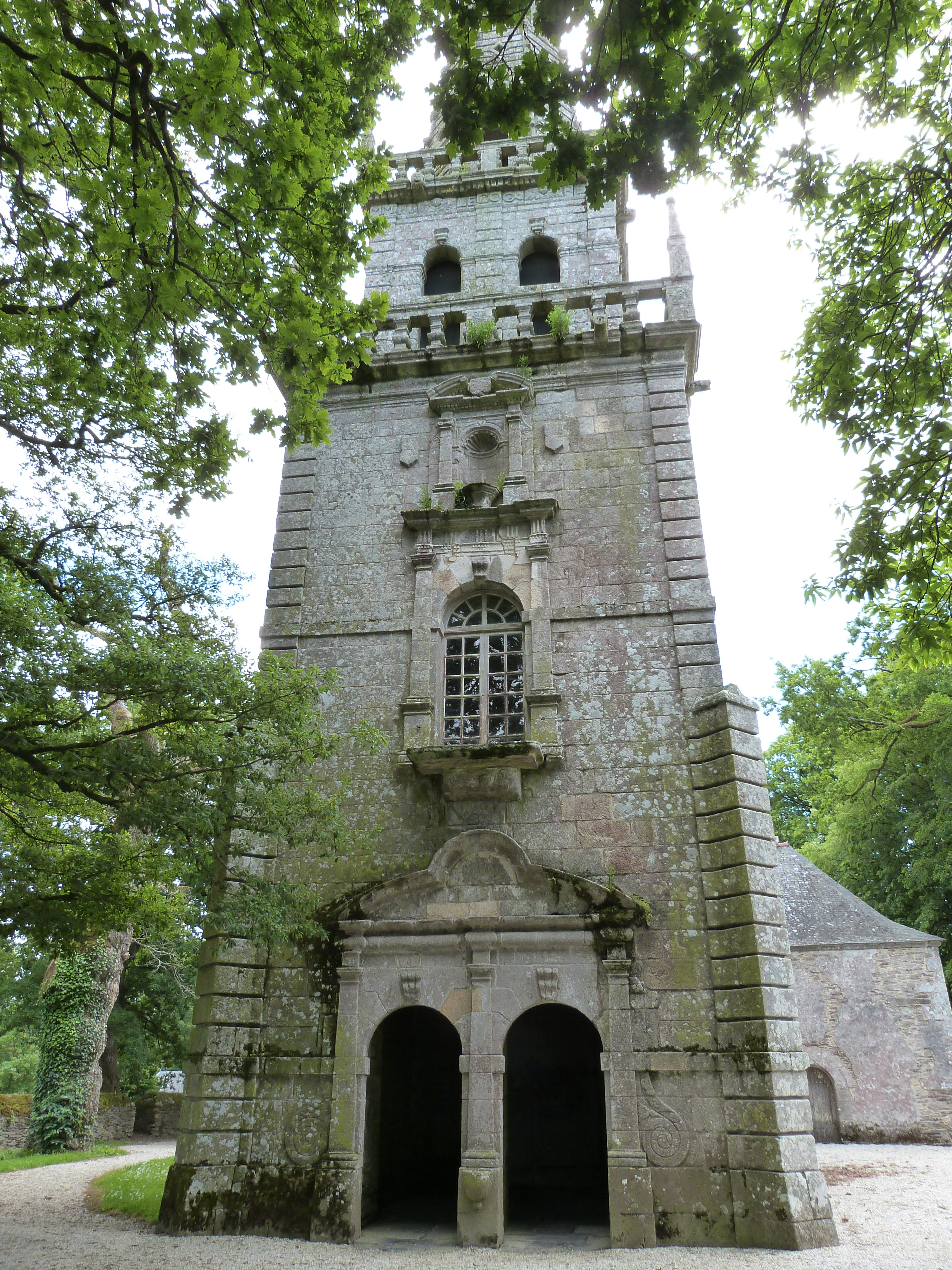
Clocher de 1760
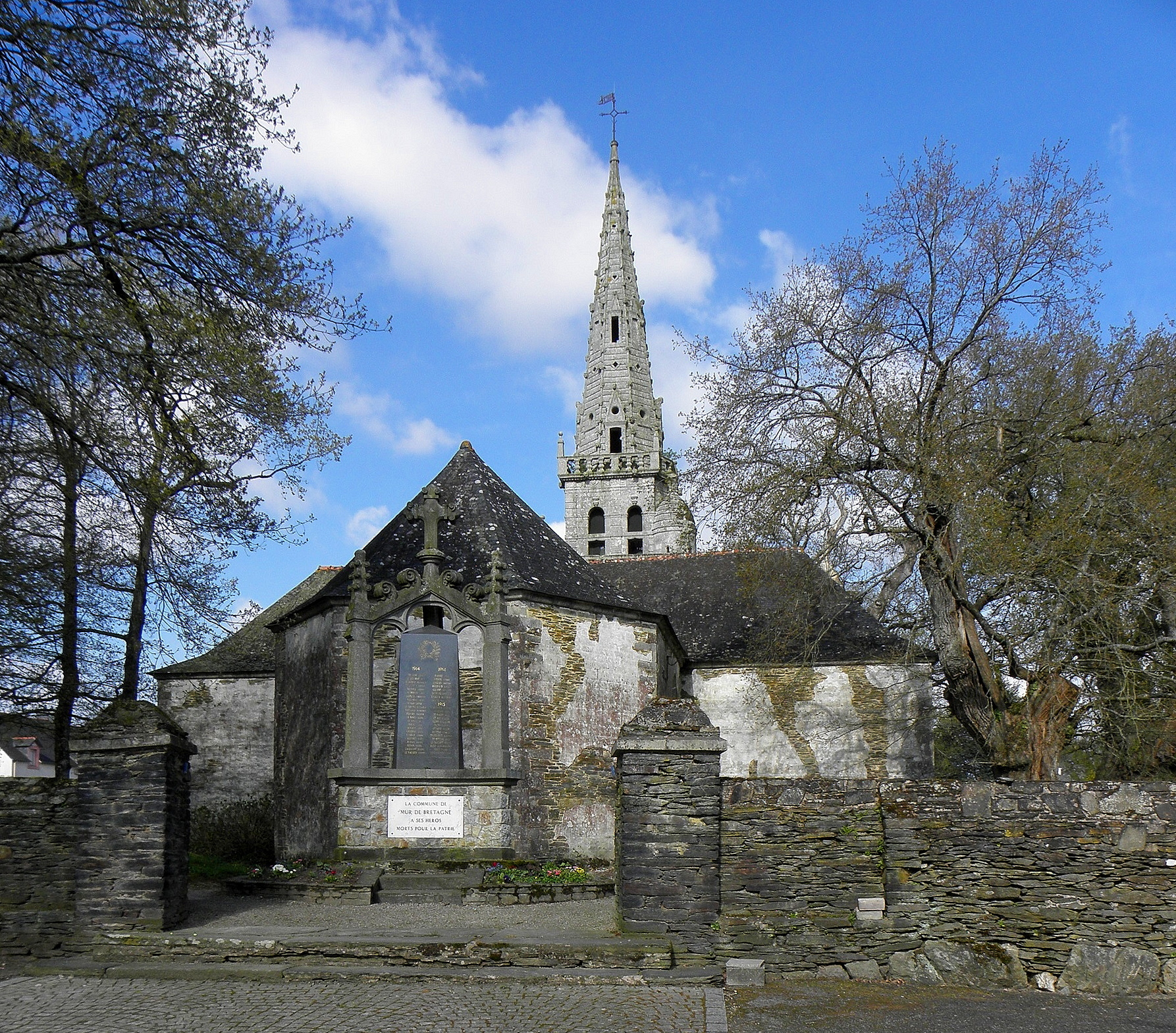
Entrée Est de l'enclos et monument aux morts